# Nair Goulart
Nair Goulart (Dores do Indaiá, 1951) is een Braziliaanse vakbondsvoorvrouw. Ze is voorzitter van de Força Sindical do Estado da Bahia (Vakbondsassociatie van de staat Bahia) en van 2010 tot 2014 was ze een van de drie vicevoorzitters van het Internationaal Vakverbond (IVV).

## Levensloop
Ze werd geboren als dochter van een steenhouwer en een wasvrouw. Op 14-jarige leeftijd te werken in een lokale textielfabriek, maar ze berustte niet in haar lot. Toen ze twintig was, reisde ze naar Rio de Janeiro, alwaar ze op zoek ging naar een nieuwe toekomst. Zo kwam ze terecht bij General Electric in 1973. Ondanks het feit dat Brazilië in die periode een militaire dictatuur was, sloot ze zich aan bij de lokale metaalbewerkersvakbond. Deze waren in het geheim bezig de werknemers te mobiliseren om deel te nemen aan de verkiezingen van de Rio de Janeiro metaalvakbond. In 1977 werd ze gedwongen te vertrekken in de stad en nam ze haar toevlucht in São Paulo.
Een jaar later ('78), als werknemer van het metaalbewerkingsbedrijf DF Vasconcelos en lid van de São Paulo metaalarbeiders vakbond, behoorde ze tot het organisatiecomité van de algemene staking te São Paulo tegen de lage lonen en de vaak miserabele werkomstandigheden. De staking werd brutaal onderdrukt door het leger en verschillende vakbondsmensen werden gearresteerd. Nair Goulart werd ontslagen door haar werkgever "op goede gronden", een maatregel die haar kansen op een job elders sterk beperkte. Omstreeks 1979 begon ze de vrouwen van de metaalarbeiders te organiseren en was ze een van de stichtende leden van het eerste Vrouwen Metaalbond Congres te São Paulo (1981). Ze werd er verkozen tot directeur, een functie die ze uitoefende tot 1987.
In 1985 werd ze aangesteld tot adviseur van de Eerste Nationale Raad van Brazilië voor de rechten van vrouwen, en in 1991 werd ze verkozen tot nationaal secretaris voor Vrouwenzaken tijdens het oprichtingscongres van de Força Sindical. Vanaf 1993 was ze voorzitster van de Confederação Nacional dos Trabalhadores Metalúrgicos (Nationale Braziliaanse Metaalarbeiders Vakbond) en voorzitster van de Women Workers’ Committee van de Inter-American Regional Organization of Workers, functies die ze uitoefende tot 2005. Vanaf dat jaar was Nair Goulart lid van het ILO-bestuur tot ze in 2008 benoemd werd tot adviseur van de Conselho Nacional de Desenvolvimento Económico e Social (Braziliaanse Nationale Raad voor Maatschappelijke en Economische Ontwikkeling).
In juni 2010 werd ze tijdens het IVV-congres te Vancouver verkozen tot vicevoorzitster, een functie die ze tot mei 2014 uitoefende.